# Régulation de l’éclosion des œufs d’espèces de monogènes par le rythme circadien
 (décembre 2023).
La mise en forme du texte ne suit pas les recommandations de Wikipédia : il faut le « wikifier ».
Les points d'amélioration suivants sont les cas les plus fréquents. Le détail des points à revoir est peut-être précisé sur la page de discussion.
- Les titres sont pré-formatés par le logiciel. Ils ne sont ni en capitales, ni en gras.
- Le texte ne doit pas être écrit en capitales (les noms de famille non plus), ni en gras, ni en italique, ni en « petit »…
- Le gras n'est utilisé que pour surligner le titre de l'article dans l'introduction, une seule fois.
- L'italique est rarement utilisé : mots en langue étrangère, titres d'œuvres, noms de bateaux, etc.
- Les citations ne sont pas en italique mais en corps de texte normal. Elles sont entourées par des guillemets français : « et ».
- Les listes à puces sont à éviter, des paragraphes rédigés étant largement préférés. Les tableaux sont à réserver à la présentation de données structurées (résultats, etc.).
- Les appels de note de bas de page (petits chiffres en exposant, introduits par l'outil «  Source ») sont à placer entre la fin de phrase et le point final[comme ça].
- Les liens internes (vers d'autres articles de Wikipédia) sont à choisir avec parcimonie. Créez des liens vers des articles approfondissant le sujet. Les termes génériques sans rapport avec le sujet sont à éviter, ainsi que les répétitions de liens vers un même terme.
- Les liens externes sont à placer uniquement dans une section « Liens externes », à la fin de l'article. Ces liens sont à choisir avec parcimonie suivant les règles définies. Si un lien sert de source à l'article, son insertion dans le texte est à faire par les notes de bas de page.
- La présentation des références doit suivre les conventions bibliographiques. Il est recommandé d'utiliser les modèles {{Ouvrage}}, {{Chapitre}}, {{Article}}, {{Lien web}} et/ou {{Bibliographie}}. Le mode d'édition visuel peut mettre en forme automatiquement les références.
- Insérer une infobox (cadre d'informations à droite) n'est pas obligatoire pour parachever la mise en page.

Pour une aide détaillée, merci de consulter Aide:Wikification.
Si vous pensez que ces points ont été résolus, vous pouvez retirer ce bandeau et améliorer la mise en forme d'un autre article.
L'étude de la régulation de l'éclosion des œufs des espèces de monogènes par le rythme circadien est l'étude d'une partie du cycle de reproduction des monogènes, une classe de vers plats parasites.
Celle-ci donne un aperçu intéressant sur la manière complexe dont ces parasites vivent et survivent. Ces recherches révèlent comment les monogènes synchronisent la ponte ainsi que l'éclosion de leurs œufs avec les rythmes circadiens de leurs hôtes, maximisant ainsi leurs chances de transmission. Cette synchronisation, influencée par divers facteurs environnementaux et biologiques, met en lumière leur capacité à s'adapter et à réussir en tant que parasites.

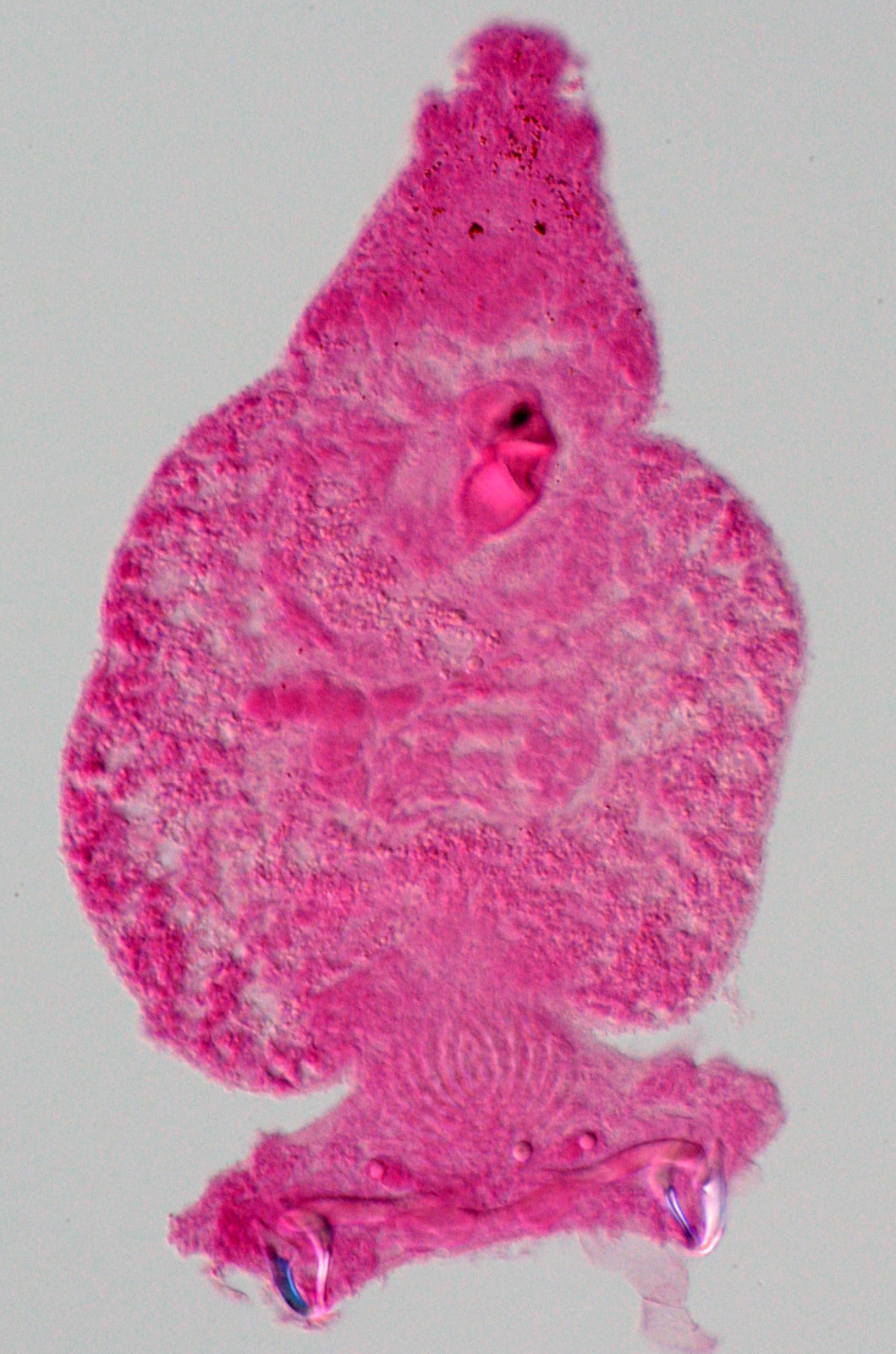
Pseudorhabdosynochus morrhua, un parasite monogène.

## Les monogènes
Les monogènes (Monogenea) sont des petits vers plats parasites de l’embranchement des Plathelminthes. Les espèces sont majoritairement des ectoparasites de poissons retrouvés en eaux douces, marines et saumâtres. En raison de leur cycle de vie direct (i.e. un seul hôte obligatoire), les monogènes sont très abondants dans l'environnement et le taux de transmission est très important. La transmission et la dispersion de ces parasites sont influencées par des stimuli environnementaux, tels que la lumière et la température, ainsi que par les rythmes circadiens, mais varient beaucoup entre les différentes espèces. Des études approfondies sur la périodicité des monogènes sont fondamentales, particulièrement en aquaculture, étant donné qu’ils sont responsables d’un grand nombre de maladies chez les poissons.

## Parasitisme

### Définition du parasitisme
Le parasitisme est une association biologique durable entre deux individus d’espèces différentes où un des deux individus tire des bénéfices au détriment de l’autre individu (parasite-hôte). Cette interaction réduit la valeur sélective (« fitness ») de l’hôte, en diminuant son succès reproducteur et/ou sa survie. L’infection et la transmission par un parasite implique obligatoirement la rencontre entre le parasite et son hôte potentiel dans le temps et l’espace. Les différentes stratégies employées par les parasites afin d’exploiter l’hôte sont complexes et diversifiées et dépendent de l’écologie du parasite et de l’hôte. L’anticipation du moment optimal de transmission consisterait un avantage assez important pour le parasite. La majorité des infections parasitaires présente alors un patron temporel régulé par le rythme circadien.

## Périodicité du cycle de vie

### Régulation de la ponte des œufs
Les œufs des monogènes se caractérisent par une forme ovale allongée avec un long appendice unique positionné à une extrémité mesurant plus de onze fois la longueur de l'œuf. De plus, ils portent des petites structures elliptiques ayant une fonction d’adhésion.
Quatre stades de développement des œufs avant l’éclosion ont été identifiés dont les œufs sont: isolés dans les filaments branchiaux, regroupés en grappes ancrées dans un filament branchial, regroupés en grappes et imbriqués dans une partie d'un monogène adulte mort, ou regroupés en grappes dans l'environnement. L’éclosion commence dans les 72 à 96 heures suivantes, avec un développement accéléré à des températures situées entre 29 °C et 32 °C.  
La production des œufs est influencée par plusieurs facteurs environnementaux. Entre autres, le rythme de ponte pourrait être considéré comme un comportement d’évitement de prédateur et dépend des comportements temporels de l’hôte. Cette rythmicité serait corrélée à des moments de vulnérabilité dans lesquels se retrouve l’hôte. La libération des gamètes pendant les périodes sombres est un phénomène assez commun chez les invertébrés. En effet, certains libèrent leurs œufs autour des trois heures suivant la période d’obscurité. D’autres espèces de monogènes gardent les œufs dans leur système reproducteur afin de les libérer ultérieurement dans la journée. Par conséquent, en augmentant l’intervalle de temps de la période de ponte, la larve a davantage de probabilités de rencontrer un hôte.
Le moment de ponte est sous contrôle endogène. Il est notamment lié au comportement du rythme circadien de l’hôte. Une étude chronobiologique a prouvé cela puisque le rythme de ponte est resté inchangé sous période d’obscurité totale, DD, ou sous période éclairage/obscurité, LD. D’ailleurs, des recherches actuelles argumentent qu’une exposition de 24h à période d’obscurité/éclairage, DL, dans le système reproducteur était suffisante pour garder la rythmicité de ponte en dessous de la période d’éclairage totale, LL.

### Émergence des larves de monogènes
De son côté, le rythme d’éclosion peut être affecté par la périodicité et l'intensité de la lumière, les sécrétions cutanées de l'hôte, les perturbations mécaniques et les différences saisonnières. D’ailleurs, le rythme d’éclosion peut minimiser la prédation des monogènes par les organismes filtreurs. D’après une étude de Skopik et Pittendrigh (1967), un mécanisme similaire à celui de la ponte d’œufs de la drosophile, influencé par son cycle circadien, serait aussi utilisé par les monogènes, soit celui du portail ou « gating mecanism ». Un oscillateur endogène déclenche l’éclosion à un moment très précis dans la journée. Ce moment forme un portail d’émergence qui s’étend de 9 à 19 h. En d’autres termes, si le monogène présent dans l’œuf atteint sa maturité dans un temps en dehors de celui du portail d’émergence, il devra attendre que ce dernier se réouvre pour pouvoir éclore.

### Synchronisation de l’éclosion des œufs avec l’hôte
Ce n’est qu’en 1960 qu’il a été observé que certains stimuli générés par l’hôte, tels que les substances chimiques sécrétées par les poissons, peuvent influencer la période d’éclosion des œufs chez certains monogènes.  Au cours des années suivantes, les chercheurs ont découvert d’autres facteurs générés par l’hôte qui affectent la périodicité de l’éclosion des œufs.
En fait, plusieurs espèces de monogènes ont développé des stratégies d’éclosion rythmique en corrélation avec les cycles d’activité de leur hôte. Par exemple, dans le cas de Polylabris cf. mamaevi, de la famille des Microcotylidae, les œufs éclosent surtout durant la nuit, puisque c’est à ce moment que leur hôte est inactif et regroupé, ce qui augmente leur chance de se rencontrer.
Cette synchronisation de l'éclosion avec les moments de repos ou de faible activité du poisson hôte est importante afin de maximiser les chances de réussite de l'infection, sachant que les larves des monogènes ont une courte espérance de vie, d'approximativement 24 à 48 h, et que la nage active des poissons peut être jusqu'à 60-300 fois plus rapide que celle d'un oncomiracidium, nom donné à la larve libre nageant du monogène.
Des pressions de sélection ont conduit à l’évolution des rythmes d’éclosion chez certains monogènes, afin de s’aligner avec les comportements et les habitudes de leur poisson hôte.

## Étude de cas

### Le rythme circadien de l’éclosion des œufs chezEntobdella soleae

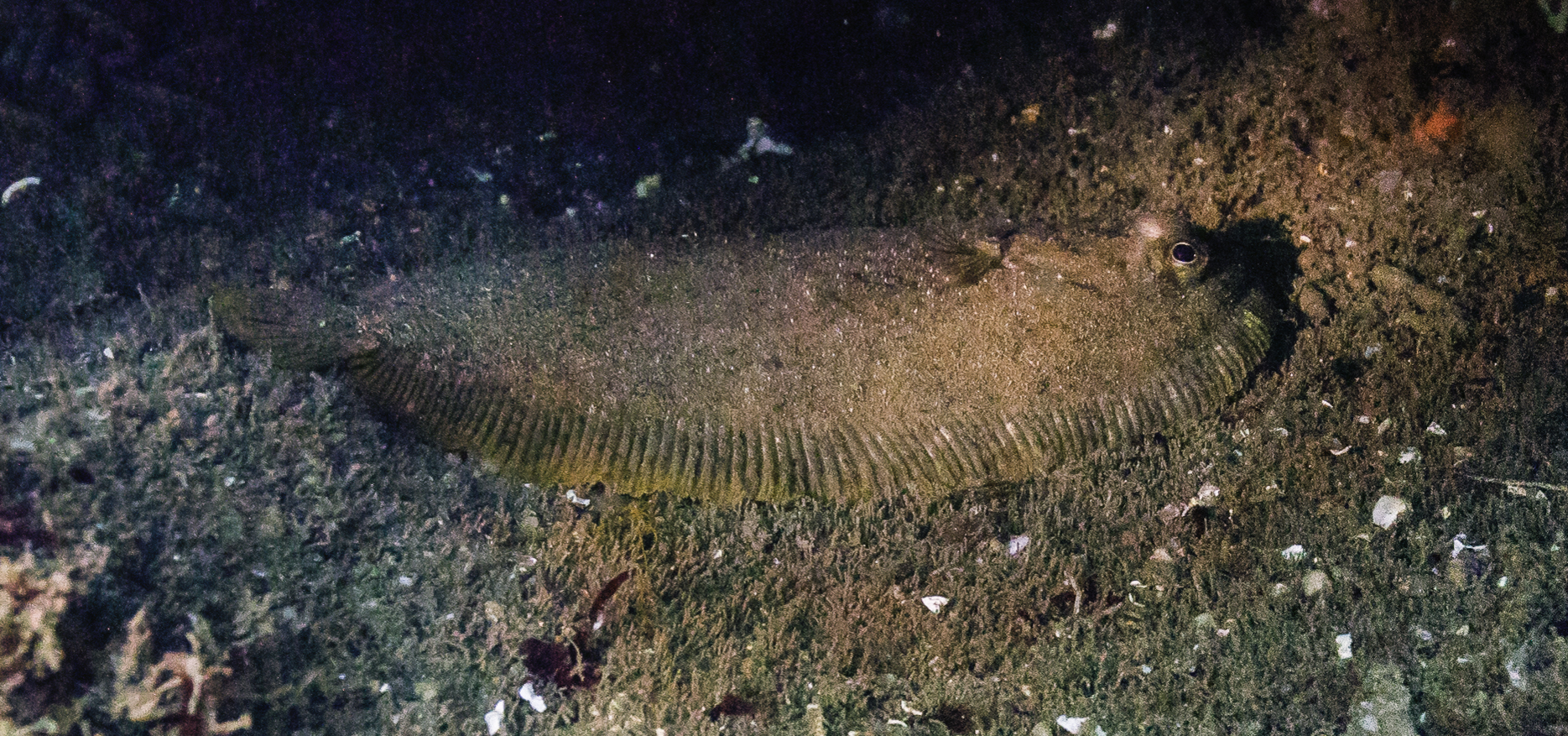
La sole commune (Solea solea).

L’activité des poissons est influencée par la lumière. Celle-ci influence leurs mouvements, leurs migrations, leur rythme circadien, ainsi que leur reproduction, en contingent avec la température du milieu. La sole commune (Solea solea) est un poisson plat faisant partie de la famille des Soleidae. À la lumière du jour, ces poissons se tiennent enfouis sous le sable, inactifs. À la tombée de la nuit, ils redeviennent actifs et se nourrissent. Le cycle circadien stable de la sole commune fournit une opportunité à la spécificité d’un parasite, soit Entobdella soleae. Ce monogène est un parasite tégumentaire des poissons. 
Les résultats des études menées par G. C. Kearn en 1967 ont démontré la spécificité hôte-parasite de Entobdella soleae. En effet, durant les six années de l’expérimentation, presque tous les spécimens adultes du parasite ont été trouvés exclusivement chez Solea solea. Un lien entre l’éclosion des œufs chez le parasite et le cycle circadien de son hôte peut être observé ; l’éclosion survient aux premières heures de lumière, lorsque le poisson est inactif. Cela permet aux larves de nager vers l’hôte encore immobile. 
De plus, l’éclosion du parasite sur le sol marin garantie la présence de poisson hôte proche de la larve à ce moment de la journée. En supposant que l’éclosion ait lieu la nuit, la larve de monogène nageant peu rapidement ne pourrait rattraper l’hôte éveillé, qui lui, se déplace à des vitesses plus  grandes. Quelques années après ses premières expériences sur la spécificité, le chercheur est arrivé à prouver l’existence d’un rythme circadien chez le parasite. Effectivement, l’éclosion des œufs se produit de façon rythmique sous conditions normales lumineuses alternantes reproduites en laboratoire, même sans présence de l’hôte. De plus, les œufs qui ont été conservés à LD 12 :12 avant de les mettre dans un environnement à lumière ou obscurité constante sont arrivés à garder leur rythme, prouvant la composante endogène du cycle circadien. Ce rythme circadien présent dans le processus d’éclosion des œufs du parasite monogène est donc nécessaire et lui confie un grand avantage dans son cycle de développement.